# Križevci
För andra betydelser, se Križevci (olika betydelser).
Križevci (tyska: Kreutz, ungerska: Körös) är en stad i nordöstra Kroatien. Staden har 22 324 invånare (2001) och ligger i Koprivnica-Križevcis län i regionen centrala Kroatien. 

## Historia
Križevci är plural för namnet Križevac vilket vittnar om att dagens stad från början bestod av två separata bosättningar, Gornji Križevac (Övre Križevac) och Donji Križevac (Nedre Križevac). 
1193 nämns Övre Križevac för första gången i ett skrivet dokument av kung Béla III. 1242 utsågs staden till en kunglig fristad av den kroatiske banen Stjepan. Beslutet bekräftades året efter av den kroatisk-ungerske kungen Béla IV. Vid flera tillfällen valdes Övre Križevac som samlingsplats för den kroatiska riksdagen Sabor. Under en riksdag som hölls den 27 februari 1397 och som i efterhand har kommit att kallas för Križevcis blodiga riksdag (Krvavi Sabor u Križevcima) mördades flera adelsmän, däribland banen och greven Stjepan Lacković, som ansågs ha förrått kung Sigismund. 1405 utsågs Nedre Križevac till kunglig fristad. Efter ett beslut av den habsburgska kejsarinnan Maria Teresia 1752 slogs de båda orterna Övre och Nedre Križevac ihop till en administrativ enhet. Under de osmanska angreppen mot Habsburgska riket blev staden en viktig befästningsstad.

## Sevärdheter
- Heliga korsets kyrka (Crkva svetog Križa) – En barockkyrka uppförd under 1700-talet.
- Heliga treenighetens kyrka (Crkva svetog Trojstva)
- Biskopspalatset (Biskupski dvor)